# Ostfriedhof (Munique)

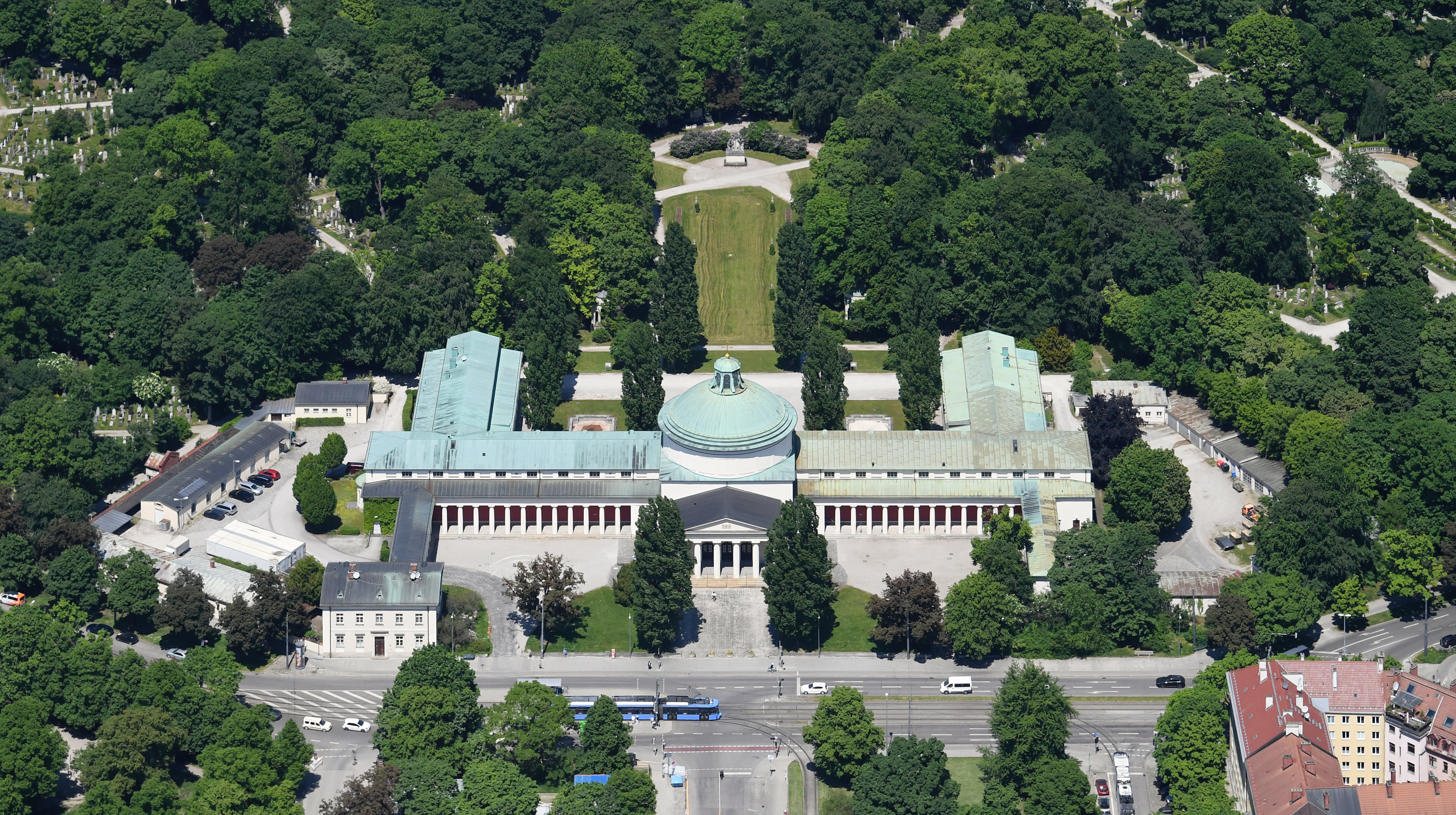
O Ostfriedhof em Munique

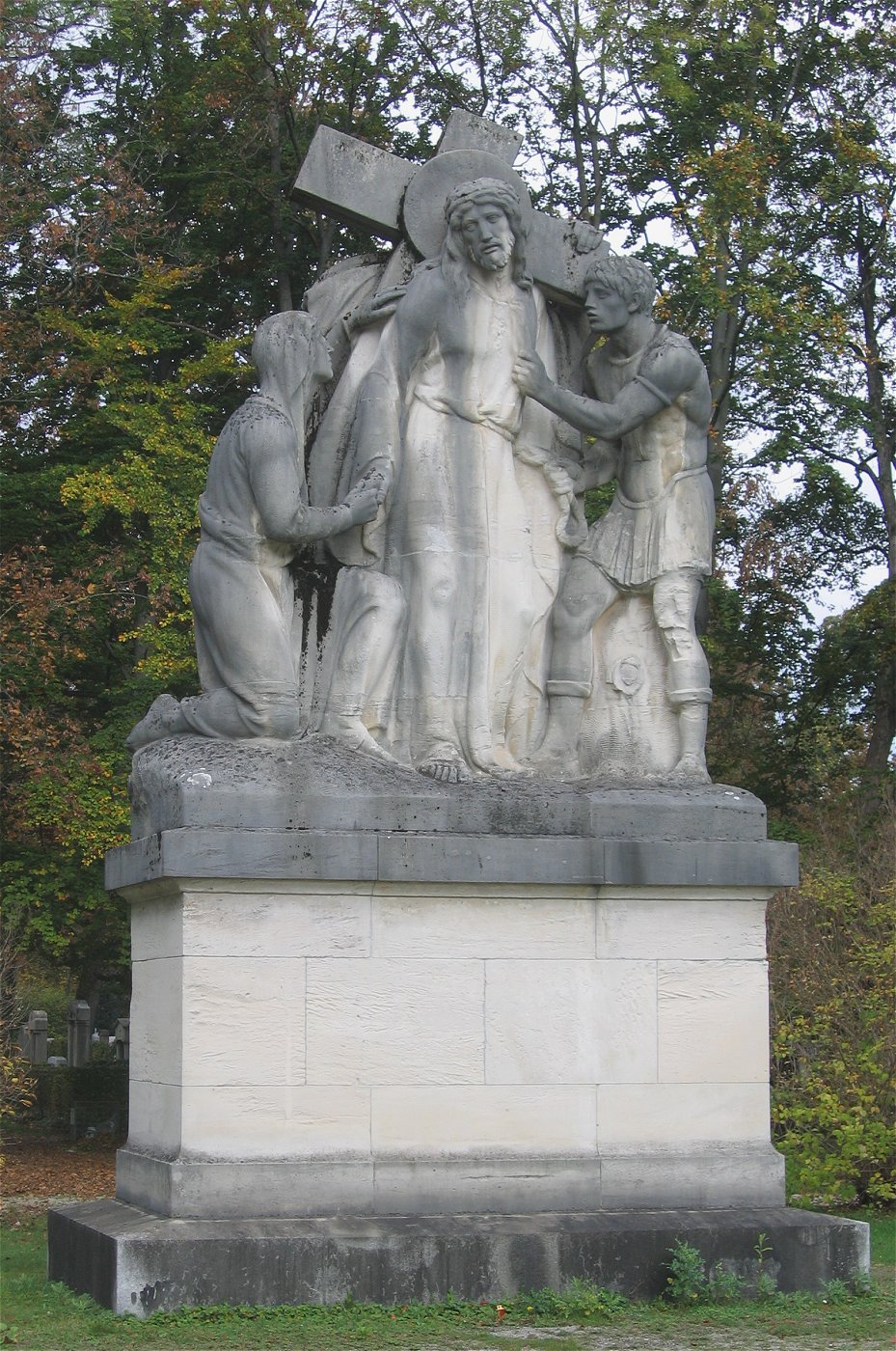
O Ostfriedhof em Munique

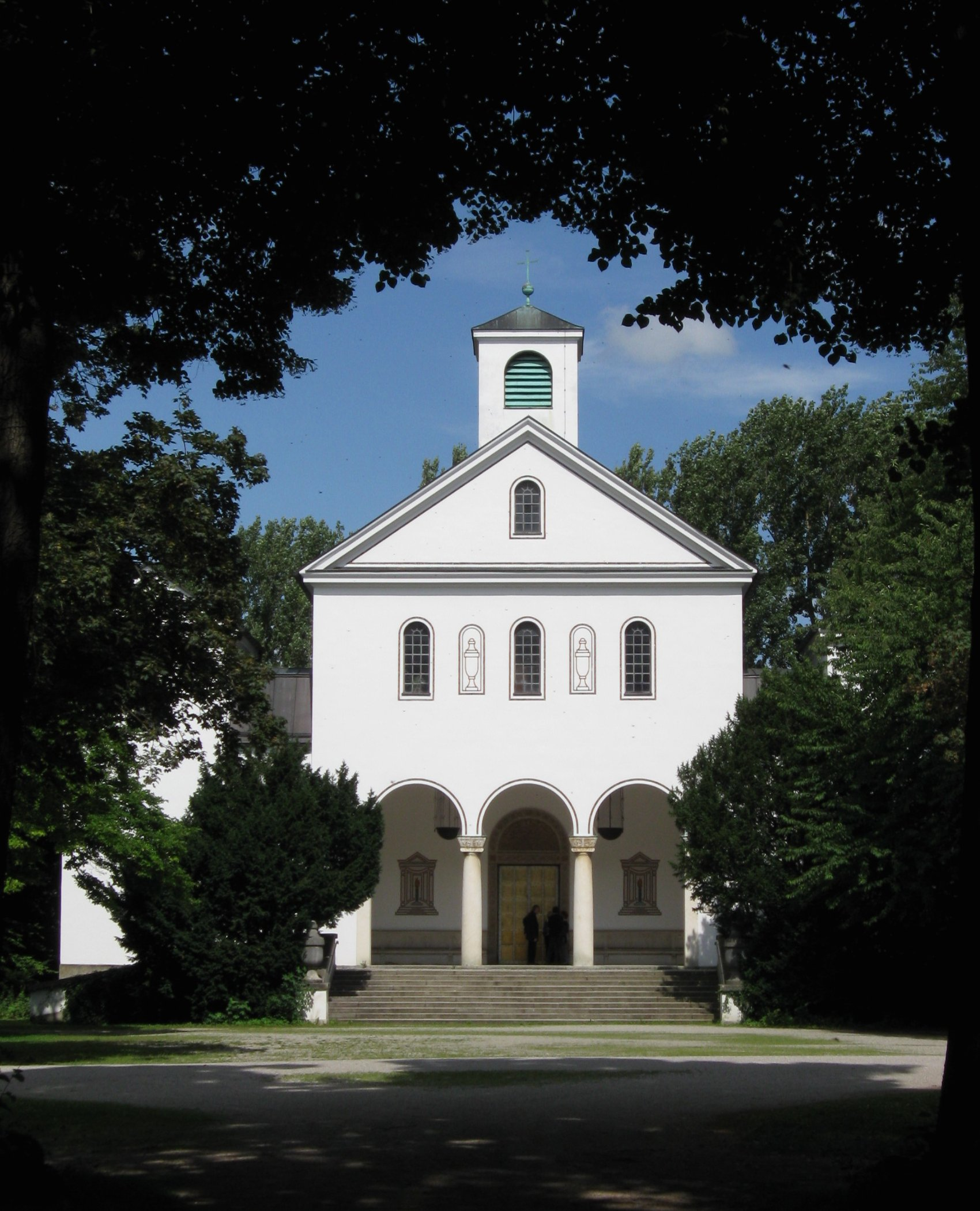
Crematório

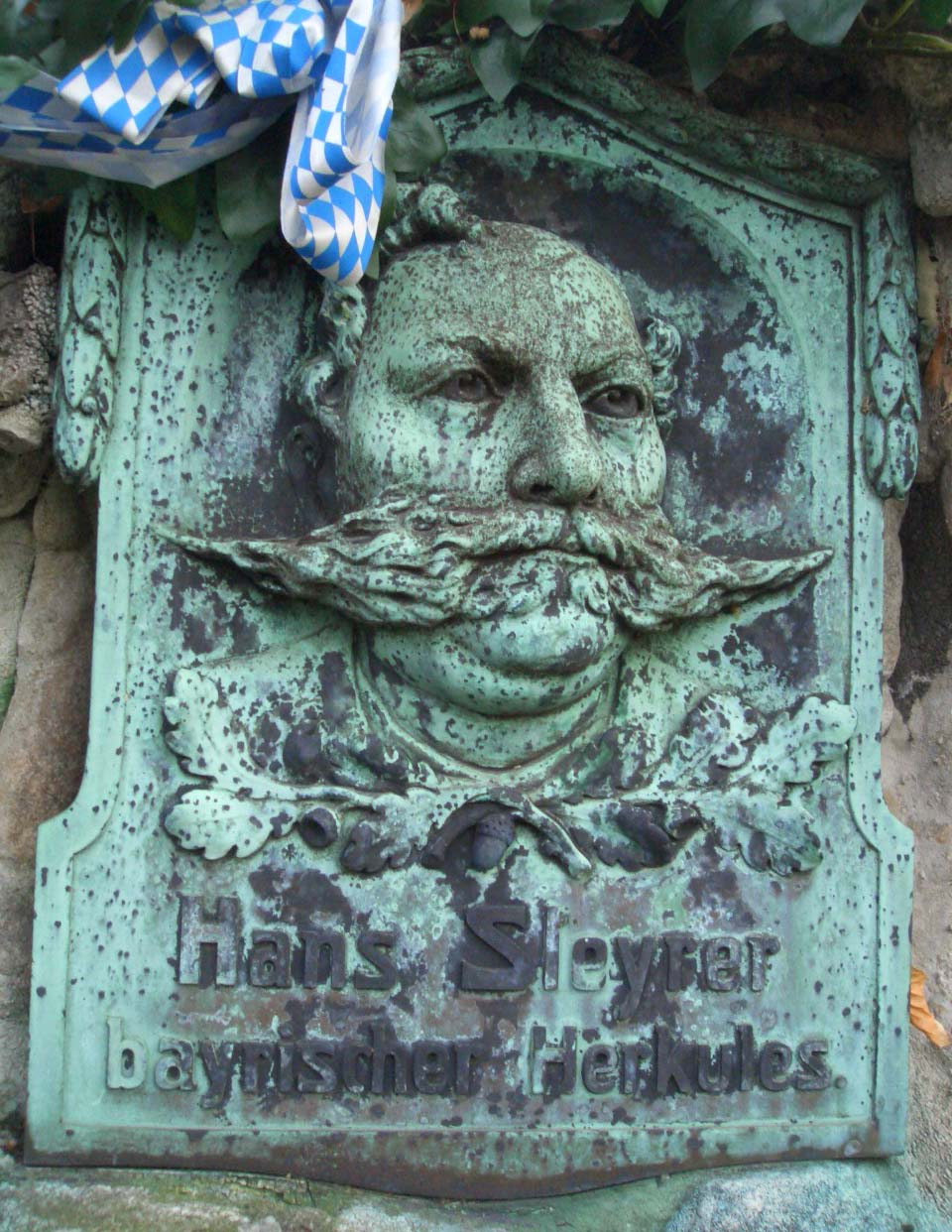
Sepultura de Hans Steyrer

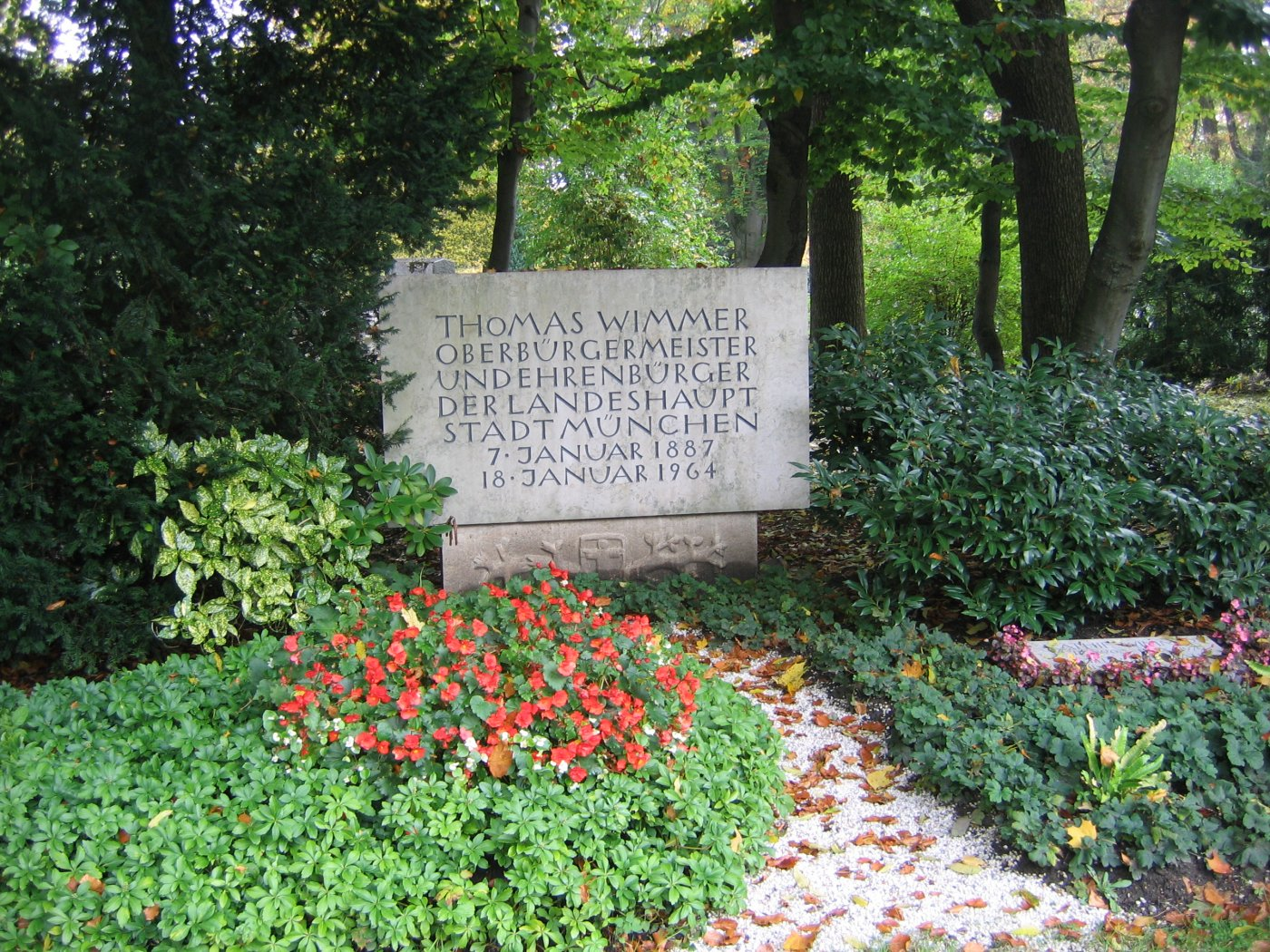
Sepultura de Thomas Wimmer

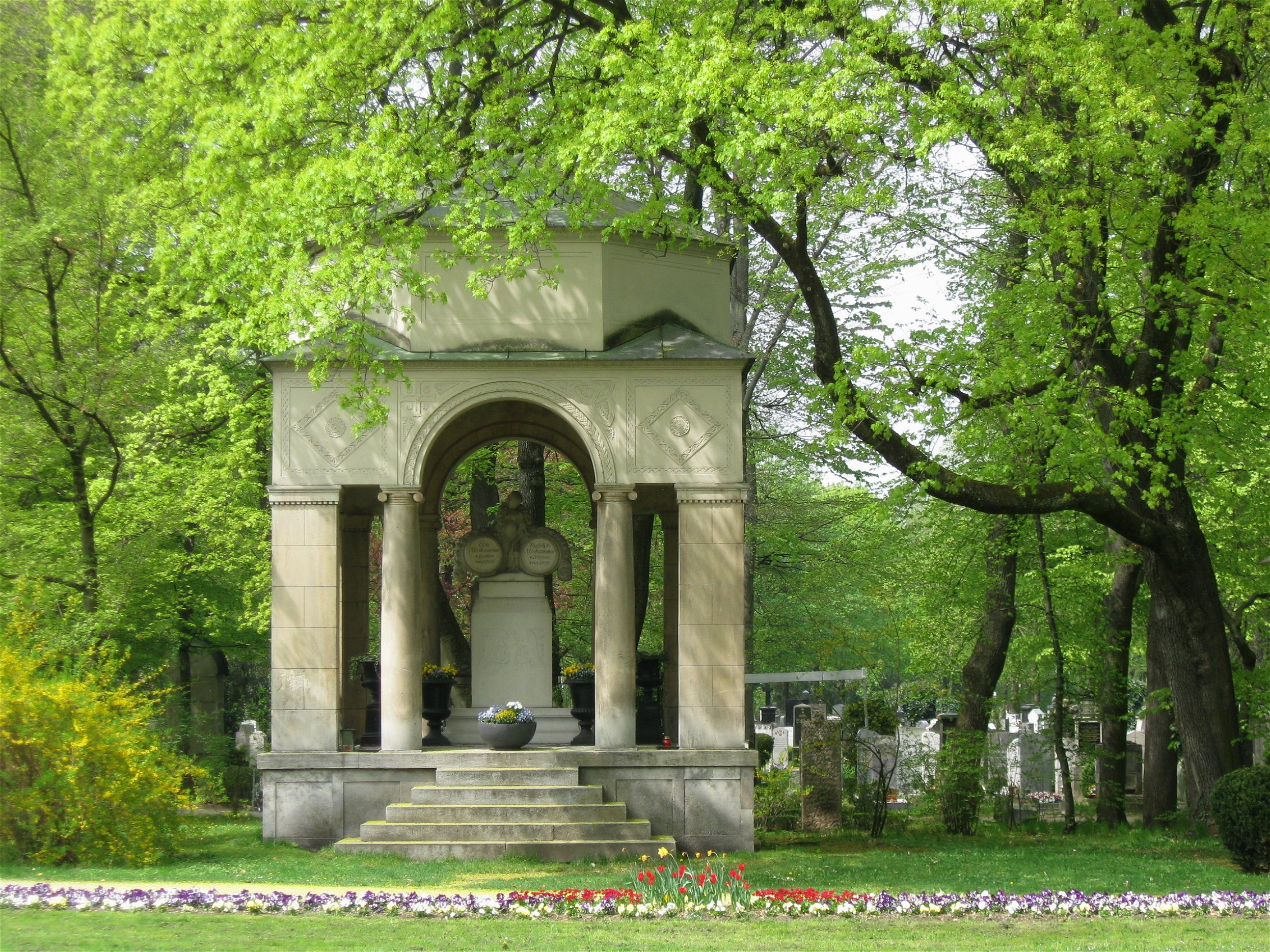
Mausoléu da Família Moshammer

O Ostfriedhof na cidade de Munique é um cemitério localizado no bairro de Obergiesing-Fasangarten, estabelecido em 1821 e utilizado até a atualidade. Tem área de mais de 30 hectares e c. de 34.700 sepulturas.

## Sepulturas de personalidades conhecidas
- Carl Amery, escritor
- Gottfried Amann (1901–1988), silvicultor
- Peter Auzinger (1836–1914), ator
- Elise Beck (1855–1912), poetisa
- Julius Anton Beck (1852–1920), escritor
- Irmãos Beissbarth, empresários
- Toni Berger, ator
- Georg Brauchle, prefeito de Munique
- Rudolf Brunnenmeier, futebolista
- Géza von Cziffra, regente e autor
- Karl Albert Denk, dono de funerária
- Hans Döllgast, arquiteto
- Fritz Druckseis, poeta
- Josef Eichheim, ator
- Kurt Eisner, político (monumento, sua sepultura foi desocupada em 1933 e reutilizada)
- Jörg Fauser (1944–1987), escritor
- Rudolf-Christoph von Gersdorff, major-general
- Rex Gildo (Ludwig Hirtreiter), Schlager
- Adolf Gondrell, ator
- Bernhard von Gudden, médico e psiquiatra
- Kaspar Haberl, motociclista
- Erich Hallhuber, ator
- Hans Ludwig Held, político
- Ernst Hoferichter, escritor
- Friedrich Hollaender, compositor
- Marie Louise von Wallersee, sobrinha da rainha Isabel da Áustria
- Mary Irber, dançarina, atriz
- Käte Jaenicke, atriz
- Gerd Käfer, gastrônomo
- Adele Kern, cantora de ópera
- Richard König (Bildhauer), escultor
- Hilde Krahl, atriz (monumento, seu corpo foi doado para a ciência)
- Peter Kreuder (Komponist), compositor
- Hans Leibelt, ator
- Klaus Löwitsch, ator
- Ludwig in Bayern, duque da Baviera
- Maria Imma Mack, freira
- Georg Maurer (Arzt), médico
- Rosl Mayr, atriz
- Franz Xaver Meiller, empresário ("Meiller-Kipper")
- Joseph Mitterer, poeta
- Martha Mödl, cantora de ópera
- Rudolph Moshammer, estilista[1]
- Georg von Orterer, político
- Johann Rattenhuber, chefe da guarda de Adolf Hitler
- Benno Rauchenegger, humorista
- Rudolf Rhomberg, ator
- Lothar Rohde, inventor, empresário ("Rohde & Schwarz")
- Helena Rosenkranz, atriz
- Hjalmar Schacht, banqueiro, ministro da economia do III Reich e presidente do Reichsbank
- Karl Scharnagl, prefeito de Munique
- Julius Schaub, participante do Putsch da Cervejaria, ajudante chefe de Adolf Hitler
- Sybille Schmitz, atriz
- Rudolf Schündler, Regisseur, ator
- Erni Singerl, atriz
- Hans Steyrer (Steyrer-Hans), comerciante da Oktoberfest, atleta
- Joe Stöckel, ator
- Rupert Stöckl („Bayerischer Dali“), pintor
- Hermann Swoboda (Zeitschriftengründer), publicista
- Barbara Valentin (Uschi Ledersteger), atriz
- Thomas Wimmer, prefeito de Munique
- Wastl Witt, ator